# Patinação de velocidade nos Jogos Sul-Americanos de 2010
As competições de patinação de velocidade nos Jogos Sul-Americanos de 2010 ocorreram entre 24 e 28 de março na Unidad Deportiva María Luisa Calle, em Medellín. Vinte e quatro eventos foram disputados em pista e na estrada.

## Calendário
| Março                   | 17 | 18 | 19 | 20 | 21 | 22 | 23 | 24 | 25 | 26 | 27 | 28 | 29 | 30 | T  |
| ----------------------- | -- | -- | -- | -- | -- | -- | -- | -- | -- | -- | -- | -- | -- | -- | -- |
| Patinação de velocidade |    |    |    |    |    |    |    | 6  | 6  | 6  | 4  | 2  |    |    | 24 |

## Medalhistas

### Pista
Masculino
| Evento                     | Ouro                                                                       | Prata                                                               | Bronze                                                                  |
| 300m contra o relógio      | Pedro Causil Rojas COL Colômbia                                            | Andrés Muñoz Franco COL Colômbia                                    | Ricardo Verdugo Campos CHI Chile                                        |
| Velocidade 500m            | Pedro Causil Rojas COL Colômbia                                            | Ricardo Verdugo Campos CHI Chile                                    | Felipe Castillo VEN Venezuela                                           |
| Pontos + Eliminação 10000m | Jorge Cifuentes Méndez COL Colômbia                                        | Óscar Cobo Lenis COL Colômbia                                       | Jorge Bolaños Villacorte ECU Equador                                    |
| 1000m                      | Andrés Muñoz Franco COL Colômbia                                           | Pedro Causil Rojas COL Colômbia                                     | Ezequiel Capellano ARG Argentina                                        |
| Eliminação 15000m          | Óscar Cobo Lenis COL Colômbia                                              | Jorge Cifuentes Méndez COL Colômbia                                 | Jorge Reyes Aguilar CHI Chile                                           |
| Revezamento 3000m          | Pedro Causil Rojas Jorge Cifuentes Méndez Andrés Muñoz Franco COL Colômbia | Juan Cruz Araldi Ezequiel Capellano Guillermo Servian ARG Argentina | José Guzman Fuhrer Jorge Reyes Aguilar Ricardo Verdugo Campos CHI Chile |

Feminino
| Evento                     | Ouro                                                                          | Prata                                                      | Bronze                                                                              |
| 300m contra o relógio      | Jercy Puello Ortiz COL Colômbia                                               | María José Moya Sepúlveda CHI Chile                        | Estefania Cuervo Agudelo COL Colômbia                                               |
| Velocidade 500m            | Estefania Cuervo Agudelo COL Colômbia                                         | Jercy Puello Ortiz COL Colômbia                            | Carolina Santibañez Torres CHI Chile                                                |
| Pontos + Eliminação 10000m | Kelly Martínez Taborda COL Colômbia                                           | Martha Ramírez Cardona COL Colômbia                        | Melisa Bonnet ARG Argentina                                                         |
| 1000m                      | Jercy Puello Ortiz COL Colômbia                                               | Carolina Santibañez Torres CHI Chile                       | Estefania Cuervo Agudelo COL Colômbia                                               |
| Eliminação 15000m          | Martha Ramírez Cardona COL Colômbia                                           | Kelly Martínez Taborda COL Colômbia                        | Melisa Bonnet ARG Argentina                                                         |
| Revezamento 3000m          | Kelly Martínez Taborda Jercy Puello Ortiz Martha Ramírez Cardona COL Colômbia | Natalia Artero Melisa Bonnet Andrea González ARG Argentina | Katerine Penan Paillacar Carolina Santibañez Torres Daniela Tapia Barraza CHI Chile |

### Estrada
Masculino
| Evento                | Ouro                                                                       | Prata                                                               | Bronze                                                                                |
| 200m contra o relógio | Andrés Muñoz Franco COL Colômbia                                           | Pedro Causil Rojas COL Colômbia                                     | Felipe Castillo VEN Venezuela                                                         |
| Pontos 10000m         | Jorge Cifuentes Méndez COL Colômbia                                        | Jorge Reyes Aguilar CHI Chile                                       | Jorge Bolaños Villacorte ECU Equador                                                  |
| Velocidade 500m       | Pedro Causil Rojas COL Colômbia                                            | Andrés Muñoz Franco COL Colômbia                                    | Felipe Castillo VEN Venezuela                                                         |
| Eliminação 20000m     | Jorge Cifuentes Méndez COL Colômbia                                        | Jorge Reyes Aguilar CHI Chile                                       | Óscar Cobo Lenis COL Colômbia                                                         |
| Maratona              | Jorge Cifuentes Méndez COL Colômbia                                        | Jorge Bolaños Villacorte ECU Equador                                | Andrés Muñoz Franco COL Colômbia                                                      |
| Revezamento 5000m     | Braulio Reyes Aguilar Jorge Reyes Aguilar Ricardo Verdugo Campos CHI Chile | Juan Cruz Araldi Ezequiel Capellano Guillermo Servian ARG Argentina | Christian Astudillo Sarabia Jorge Bolaños Villacorte Pablo Matute Cordero ECU Equador |

Feminino
| Evento                | Ouro                                                                          | Prata                                                      | Bronze                                                                             |
| 200m contra o relógio | Jercy Puello Ortiz COL Colômbia                                               | María José Moya Sepúlveda CHI Chile                        | Estefania Cuervo Agudelo COL Colômbia                                              |
| Pontos 10000m         | Kelly Martínez Taborda COL Colômbia                                           | Martha Ramírez Cardona COL Colômbia                        | Melisa Bonnet ARG Argentina                                                        |
| Velocidade 500m       | Jercy Puello Ortiz COL Colômbia                                               | Estefania Cuervo Agudelo COL Colômbia                      | Ingrid Factos Henao ECU Equador                                                    |
| Eliminação 20000m     | Martha Ramírez Cardona COL Colômbia                                           | Kelly Martínez Taborda COL Colômbia                        | Melisa Bonnet ARG Argentina                                                        |
| Maratona              | Kelly Martínez Taborda COL Colômbia                                           | Martha Ramírez Cardona COL Colômbia                        | Natalia Artero ARG Argentina                                                       |
| Revezamento 5000m     | Kelly Martínez Taborda Jercy Puello Ortiz Martha Ramírez Cardona COL Colômbia | Natalia Artero Melisa Bonnet Andrea González ARG Argentina | María José Moya Sepúlveda Katerine Penan Paillacar Daniela Tapia Barraza CHI Chile |

## Quadro de medalhas
| Ordem | País      | Medalha de ouro | Medalha de prata | Medalha de bronze | Total |
| ----- | --------- | --------------- | ---------------- | ----------------- | ----- |
| 1     | Colômbia  | 23              | 13               | 5                 | 41    |
| 2     | Chile     | 1               | 6                | 6                 | 13    |
| 3     | Argentina |                 | 4                | 6                 | 10    |
| 4     | Equador   |                 | 1                | 4                 | 5     |
| 5     | Venezuela |                 |                  | 3                 | 3     |
| TOTAL | TOTAL     | 24              | 24               | 24                | 72    |